# Azerbaigian ai XVIII Giochi olimpici invernali
L'Azerbaigian ha partecipato ai XVIII Giochi olimpici invernali di Nagano, che si sono svolti dal 7 al 22 febbraio 1998, con una delegazione di 4 atleti. È stata la prima competizione di questo Stato come nazione indipendente ad un'olimpiade invernale.

## Pattinaggio di figura
| Gara                 | Atleta         | Breve | Breve | Libero | Libero | Totale | Totale |
| Gara                 | Atleta         | Punti | Pos.  | Punti  | Pos.   | Punti  | Pos.   |
| -------------------- | -------------- | ----- | ----- | ------ | ------ | ------ | ------ |
| Individuale maschile | Igor' Paškevič | 11,00 | 13    | 10,50  | 15     | 21,50  | 16     |

| Gara                  | Atleta          | Breve | Breve | Libero | Libero | Totale | Totale |
| Gara                  | Atleta          | Punti | Pos.  | Punti  | Pos.   | Punti  | Pos.   |
| --------------------- | --------------- | ----- | ----- | ------ | ------ | ------ | ------ |
| Individuale femminile | Julia Vorobieva | 11,00 | 18    | 14,00  | 16     | 25,00  | 16     |

| Gara              | Atleta                             | Obbligatorio | Obbligatorio | Breve/Originale | Breve/Originale | Libero | Libero | Totale | Totale |
| Gara              | Atleta                             | Punti        | Pos.         | Punti           | Pos.            | Punti  | Pos.   | Punti  | Pos.   |
| ----------------- | ---------------------------------- | ------------ | ------------ | --------------- | --------------- | ------ | ------ | ------ | ------ |
| Danza su ghiaccio | Inga Rodionova Aleksandr Anichenko | 3,00         | 17           | 10,50           | 19              | 14,00  | 18     | 27,50  | 18     |